# Resanovci
Resanovci är en ort i Bosnien och Hercegovina.   Den ligger i entiteten Federationen Bosnien och Hercegovina, i den västra delen av landet, 170 km väster om huvudstaden Sarajevo. Resanovci ligger 779 meter över havet och antalet invånare är 108.
Terrängen runt Resanovci är kuperad åt nordost, men åt sydväst är den bergig. Närmaste större samhälle är Drvar, 10,7 km nordost om Resanovci. 
Omgivningarna runt Resanovci är en mosaik av jordbruksmark och naturlig växtlighet. Runt Resanovci är det ganska tätbefolkat, med 93 invånare per kvadratkilometer.